# Bernard Cathomas

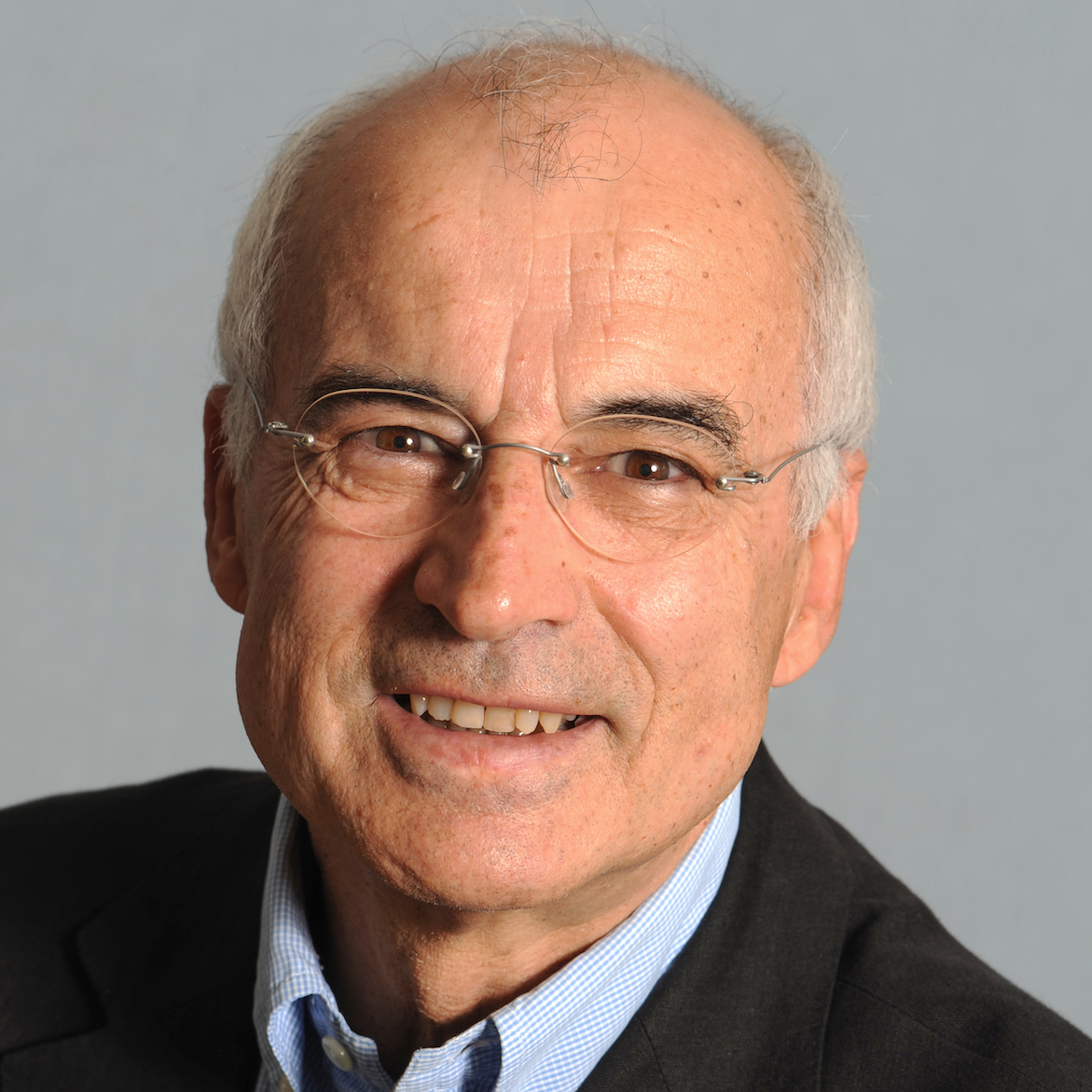
Bernard Cathomas, 2013

Bernard Cathomas (* 11. Juni 1946 in Breil/Brigels, Kanton Graubünden) ist ein Schweizer Sprach- und Kulturförderer.

## Leben
Bernard Cathomas wuchs im rätoromanischen Breil/Brigels auf. Nach dem Besuch des Lehrerseminars in Chur studierte er an der Universität Zürich Germanistik und Geschichte und promovierte 1976 bei Harald Burger mit einer soziolinguistischen Arbeit zur Zweisprachigkeit. Von 1973 bis 1980 unterrichtete er am Bündner Lehrerseminar und beteiligte sich an der Redaktion der kritischen Zeitungsbeilage «Accents» der Gasetta Romontscha / Bündner Zeitung.
Zwischen 1980 und 1997 leitete er als Generalsekretär die Dachorganisation Lia Rumantscha. 1981 war er der Initiant der gesamtbündnerromanischen Schriftsprache Rumantsch Grischun, zu der Heinrich Schmid 1982 die Richtlinien festlegte. Er erarbeitete ein integrales Programm zur romanischen Spracherhaltung, das auf den Erkenntnissen des «Language Planning» beruhte und mit konkreten Massnahmen im sprachlichen, juristischen, publizistischen und gesellschaftlichen Bereich umgesetzt wurde.
Von 1998 bis 2001 war Cathomas Direktor der Schweizer Kulturstiftung Pro Helvetia in Zürich; von 2001 bis 2009 Direktor von Radiotelevisiun Svizra Rumantscha (RTR) und Mitglied der Geschäftsleitung der Schweizerischen Radio- und Fernsehgesellschaft SRG. Er war die treibende Kraft für das neue Medienhaus der SRG in Chur, das die Konvergenz und Stärkung der romanischen elektronischen Medien ermöglichte.
Bernard Cathomas war von 1989 bis 1997 Mitglied des Parlamentes, des Grossen Rates des Kantons Graubünden, und von 2008 bis 2011 Mitglied und dann bis Ende 2016 Präsident der Stiftung Schweizer Presserat. Er ist verheiratet, Vater von zwei Söhnen und lebt in Chur.

## Schriften (Auswahl)
- Erkundungen zur Zweisprachigkeit der Rätoromanen. Eine soziolinguistische und pragmatische Leitstudie, Dissertation (= Europäische Hochschulschriften. I/183). Verlag Herbert Lang, Bern/Frankfurt am Main 1977, ISBN 3-261-02172-1.
- Rhaeto-Romansh in Switzerland up to 1940. In: S. Vilfan et al. (Hg.): Ethnic Groups and Language Rights. European Science Foundation. Comparative Studies on Governments and Non-dominant Ethnic Groups in Europe, 1850–1940. Volume III, 89–110, New York University Press, Dartmouth 1990, ISBN 1-85521-0967.
- «Quotidiana» – Chance oder Fehlschlag. Das rätoromanische Zeitungsprojekt im Gestrüpp von Sprach-, Medien- und Parteipolitik. In: Neue Zürcher Zeitung. 1. Februar 1991, 23.
- Rätoromanische Schweiz. In: Hans Bickel, Robert Schläpfer (Hg.): Mehrsprachigkeit – eine Herausforderung (= Reihe Sprachlandschaft. 13, 343–370). Verlag Sauerländer, Aarau/Frankfurt am Main/Salzburg 1994, ISBN 3-7941-3647-0.
- Kann man von einander lernen? Die rätoromanische Sprachplanung in der Schweiz. In: Ladin, wohin? Möglichkeiten der Sprachentwicklung des Dolomitenladinischen. Città di Bolzano / Stadt Bozen 1998, 43–68.
- Von der Kraft der Sprache und des Sprachenrechts. In: Recht – Ethik – Religion. Der Spannungsbogen für aktuelle Fragen, historische Vorgaben und bleibende Probleme. 239–248, Edition Exodus, Luzern 2002, ISBN 3-905577-62-3.
- Der Weg zu einer gemeinsamen romanischen Schriftsprache. Entstehung, Ausbau und Verbreitung des Rumantsch Grischun. In: Bündner Monatsblatt. 1/2012, 28–62, ISSN 1011-6885.
- Sprachen fallen nicht vom Himmel. Zur Sprachplanung in der Rätoromania. In: Geschichte und Gegenwart des Rätoromanischen in Graubünden und im Rheintal (= Schriftenreihe des Arbeitskreises für interregionale Geschichte des mittleren Alpenraumes. Band 2, 125–147). ISBN 978-3-85637-422-8.
- Zum Stand des Romanischen in der Schweiz. Alte und neue Herausforderungen. In: Europäisches Journal für Minderheitenfragen EJM. 7 (2014) 2, 91–114, Verlag Österreich 2014, ISSN electronic edition 1865–1097.
- Dreissig Jahre Rumantsch Grischun. In: Studies in Eurolinguistics. Vol. 9: Minority Languages in Europe and Beyond – Results and Prospects. 149–167, Logos Verlag, Berlin 2015, ISBN 978-3-8325-3919-1.
- Ein Weg zur Einheit in der Vielfalt. Plädoyer für Rumantsch Grischun. Mit einem Nachwort von Georg Jäger. 200 Seiten. Somedia Buchverlag, Chur 2023, ISBN 978-3-907095-72-0.
- The Living Heritage of the Romansh People in Switzerland / La ierta viventa da la Svizra retorumantscha. In: A future for whose past? ICOMOS Suisse, ETH Zürich. Hier und Jetzt, 2025, 62–76, ISBN 978-3-03919-642-5.